# Ben-Hur (film 1925)
Ben-Hur (anche conosciuto col titolo Ben-Hur: A Tale of the Christ) è un film muto del 1925 diretto da Fred Niblo. È la prima trasposizione cinematografica del romanzo di Lew Wallace. Nel 1997 è stato scelto per essere conservato nel National Film Registry della Biblioteca del Congresso degli Stati Uniti.

## Trama
Durante gli anni della vita di Cristo, Giuda Ben-Hur viene condannato ai remi accusato, insieme alla madre e alla sorella, di aver attentato alla vita del console romano in Palestina. Infatti viene mandato come rematore in una nave della provincia romana. Dopo molti anni di duro lavoro, Ben-Hur riesce a riscattarsi salvando la vita al console romano Quinto Arrio che lo adotta come figlio. Inoltre l'eroe viene scelto come partecipante alle corse di bighe di cui diventa subito campione. Ma Ben-Hur cerca anche di scoprire chi l'ha tradito in Palestina e parte alla sua ricerca. Lo troverà in Messala Severus, un tempo suo amico, e lo sconfiggerà nell'ultima gara di bighe che si svolgerà a Gerusalemme.

## Produzione
Il film, prodotto dalla MGM, fu girato in Italia (Anzio, Livorno e Roma) e in California (negli studios MGM di Culver City, all'Iverson Ranch di Chatsworth e all'isola di Catalina). Le riprese durarono dall'ottobre 1923 fino all'agosto 1925.

## Distribuzione

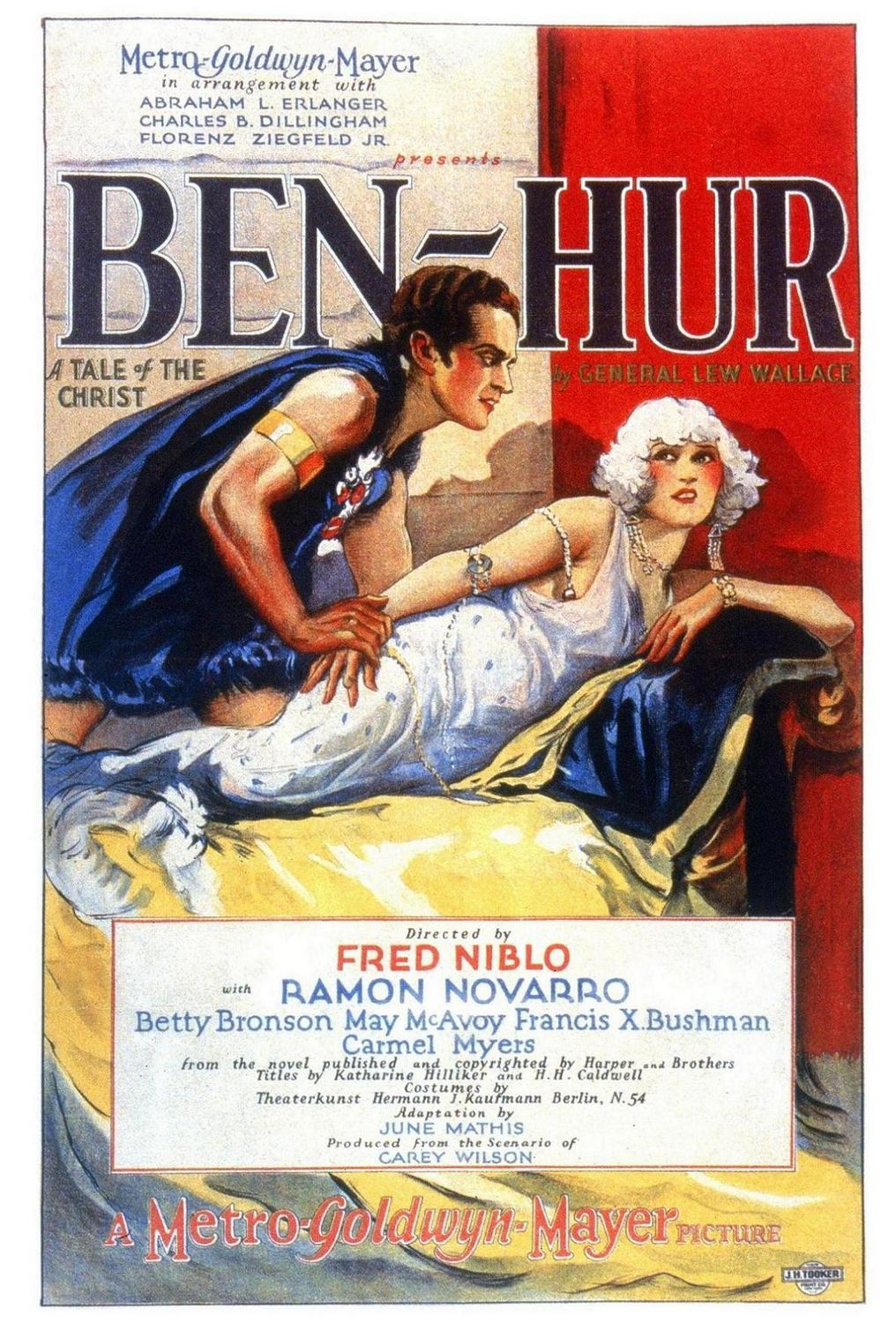
La locandina d'epoca